# Florín surinamés
El florín surinamés (del neerlandés: surinaamse gulden), código ISO 4217: SRG) fue la unidad monetaria de Surinam desde su independencia hasta el año 2004, cuando el dólar surinamés lo reemplazó.

## Historia
El florín de Surinam fue inicialmente fijado a la par con el florín holandés. En 1940, tras la ocupación de los Países Bajos, la moneda (junto con el florín de las Antillas Neerlandesas), estaba vinculada al dólar estadounidense a una tasa de 1,88585 florines = 1 dólar.
El florín de Surinam comenzó a sufrir una alta inflación a comienzos de la década de 1990. Fue reemplazado por el dólar el 1 de enero de 2004 a una tasa de 1 dólar = 1000 florines. Para ahorrar costes de fabricación, las monedas (que poseían su denominación en centavos) pasaron a ser legales por su valor nominal en la nueva moneda. Por lo tanto, estas monedas aumentaron su poder adquisitivo mil veces de un día para otro.

## Monedas

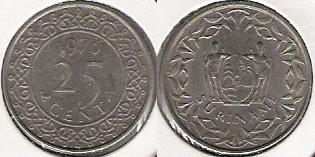
Moneda de 25 céntimos del florín de Surinam.

Hasta 1942, las monedas holandesas eran usadas en Surinam. A partir de ese año, las monedas comenzaron a ser acuñadas en Estados Unidos para su uso en Guayana Neerlandesa, algunas de las cuales también se distribuyeron en las Antillas Neerlandesas. Estas contaban con las denominaciones de 1, 5, 10 y 25 centavos.
En 1962, se introdujeron monedas para uso exclusivo en Surinam. Estas contenían denominaciones de 1, 5, 10, 25 y 100 centavos. La moneda de un centavo fue acuñada en bronce, la de 5 centavos en níquel-latón, las de 10 y 25 centavos en cupro-níquel y la de 100 centavos en plata. En 1974 y 1976 las monedas de 1 y 5 centavos pasaron a acuñarse en aluminio. Aunque en 1987 las monedas de 1 y 5 centavos comenzaron a producirse en acero revestido en cobre, las monedas de plata de 100 centavos fueron quitadas de circulación y en su lugar se introdujeron nuevas monedas de 100 y 250 centavos de cupro-níquel.

## Billetes
En 1826, la Algemene Nederlandsche Maatschappij (Sociedad General de Holanda) imprimió billetes de ½ y 3 florines. Estos fueron seguidos en 1829 por billetes, esta vez impresos por del Banco de las Indias Occidentales, en denominaciones de ½, 1, 2, 3, 5, 10 y 50 florines. El Banco también presentó papel moneda en denominaciones de 10, 15 y 25 centavos, en 1837. Luego, en ese mismo año, se presentó el billete de 25 florines. Y la serie se terminó de completar en 1865 cuando se introdujeron a la circulación los billetes de 100, 200 y 300 florines.
El Surinaamsche Bank (Banco Surinamés) se hizo cargo de la emisión del papel moneda en Surinam en 1901 y emitió billetes de 50 florines ese mismo año, en 1915 imprimió billetes de 10 florines, en 1926 billetes de 50 florines nuevamente, al año siguiente imprimió billetes de 100 florines, luego en 1935 los de 5 florines, en 1940 introdujo los billetes de 2½ florines, un año más tarde agregó a la circulación nuevos billetes de 25 florines, se imprimió en el año 1943 papel moneda con valor de 1000 florines y en 1948 con valor de 300 florines. El gobierno local emitió certificados (bonos) de plata (zilverbonnen) entre 1918 y 1920 en valores de ½, 1 y 2 ½ florines. En 1940 se emitieron otros en valores de 50 centavos y 1 florín. El certificado de 50 centavos se publicó hasta 1942, y en 1950 se produjeron más certificados de 2 ½ florines. Los certificados de plata fueron reemplazados en 1960 por los muntbiljet de 1 y 2 ½ florines, que se publicaron hasta 1985.  
En 1957 el Banco Central de Surinam se encargó de producir las monedas y los billetes. En ese año emitió billetes de 5, 10, 25, 100 y 1000 florines. En 1982 se agregó el billete de 500 florines, y en 1988 se agregó el de 250 florines. En 1995 se imprieron billetes de 2000 florines. La inflación galopante provocó que en 1997 se imprimiera papel moneda con denominaciones de 5000 y 10 000 florines en 1997 y 25 000 florines en el año 2000. 
La última serie de billetes del florín surinamés impresa en el año 2000 consistía de los siguientes valores: 5, 10, 25, 100, 500, 1000, 5000, 10000 y 25000 florines.